# Astragalus vaginans
Astragalus vaginans är en ärtväxtart som beskrevs av Dc. Astragalus vaginans ingår i släktet vedlar, och familjen ärtväxter. Inga underarter finns listade i Catalogue of Life.